# Mecano
Mecano war eine spanische Band. Sie existierte offiziell von 1981 bis 1998, wobei die Mitglieder von 1992 bis 1997 eine Pause einlegten. Mit geschätzten 25 Millionen verkauften Tonträgern gehört die Band zu den erfolgreichsten spanischen Bands. Sie wird als prägend für die Musik und Mode der 1980er Jahre gesehen. Ihre oftmals mehrdeutigen Texte sollen mitverantwortlich für die Enttabuisierung von z. B. Homosexualität, Drogen, Alkohol usw. in Spanien gewesen sein.

## Bandgeschichte
Die Band wurde 1981 von der Sängerin Ana Torroja sowie den Brüdern Ignacio „Nacho“ Cano und José María Cano gegründet. Ihre erste Single war Hoy no me puedo levantar, sie erreichte Platz neun in Spanien. Die folgenden vier Singles konnten alle mindestens den vierten Platz der Charts erreichen, zwei davon sogar den Spitzenplatz. Dasselbe gilt auch für das erste Studioalbum Mecano. Die beiden folgenden Alben konnten zwar in Sachen Verkaufszahlen an den Erfolg des Vorgängers anknüpfen, das dritte Album erreichte allerdings nur noch Position neun der spanischen Musikcharts. Der Stil der ersten Schaffensphase von 1981 bis 1985 ist im Umfeld des Synthpop und der New-Romantic-/New-Wave-Strömung anzusiedeln. Die Band wird auch als Vertreter der Movida madrileña gesehen.
Mit dem vierten Studioalbum Entre el cielo y el suelo wandte sich die Band mehr der Pop- und Latin-Musik zu. Damit gelang der Band eine Art Comeback, was auch zu ersten Platzierungen in den Billboard Hot Latin Songs, den US-Singlecharts für lateinamerikanische Musik, führte. Das Album blieb mehr als zwei Jahre lang in den spanischen Charts und wurde schließlich mit Dreifachplatin ausgezeichnet. Mecano war mit diesem Album die erste spanische Band, die mehr als eine Million Einheiten eines einzelnen Tonträgers absetzen konnte.
Aufgrund dieses Erfolges beschloss die Band, außerhalb ihres Heimatlandes und Lateinamerika aktiv zu werden. Das fünfte Studioalbum Descanso dominical, erstmals bei BMG Ariola veröffentlicht, erschien 1988 auch in anderen europäischen Ländern und war besonders in Frankreich und den Niederlanden erfolgreich. Dazu trug auch bei, dass 1989 bzw. 1990 das bereits zwei Jahre zuvor in Spanien veröffentlichte Lied Hijo de la luna auch in Deutschland und den Niederlanden, wo es sogar den dritten Platz erklomm, in die Hitparaden einsteigen konnte. Von diesem Lied gab es später mehrere Coverversionen von anderen Musikern, darunter eine der Opernsängerin Montserrat Caballé. 1998 gelang der Popsängerin Loona mit einer Coverversion dieses Liedes ein Nummer-eins-Hit in Deutschland. Für das Musikvideo zur 1988er Single La fuerza del destino wählte die Gruppe die damals noch unbekannte, 14-jährige Penélope Cruz unter mehr als 200 Bewerberinnen als Hauptdarstellerin aus.
Das 1991 veröffentlichte, sechste und letzte Studioalbum Aidalai konnte an den Erfolg des Vorgängers anknüpfen und erstmals auch in die Charts in Deutschland und der Schweiz einsteigen. In den Niederlanden war das Album allerdings weit weniger erfolgreich als der Vorgänger. 1992 gelang eine letzte Hitsingle in Spanien,  El fallo positivo erreichte den siebten Platz. Danach gab die Band noch eine Abschiedstournee anlässlich der Olympischen Sommerspiele 1992 und der Expo 92. Anschließend wurde angekündigt, dass die Band für zwei bis drei Jahre pausieren sollte, um dem Stress der vorangegangenen Jahre entfliehen zu können. In den Folgejahren wurde es vorerst still um die Gruppe. Währenddessen gingen die Bandmitglieder, vor allem Ana Torroja, mehr oder weniger erfolgreichen Solokarrieren nach.
1998 erschien das Kompilationsalbum Ana, José, Nacho, zu dessen Veröffentlichung die Band nach sechs Jahren Pause drei neue Songs aufnahm. Die zugehörige Single El club de los humildes erreichte noch einmal den ersten Platz der spanischen Charts. Kurz darauf trennte sich die Band endgültig.
Am 7. April 2005 feierte das Musical Hoy no me puedo levantar, dessen Geschichte mithilfe von 32 Hits der Band erzählt wird, Premiere. Es wurde von Nacho Cano geschrieben.
2009 erschien die Kompilation Siglo XXI, die auch neue Lieder enthielt. Die ausgekoppelte zuvor unveröffentlichte Single Un año más erreichte Platz 19 in Spanien.
2012 wurde von mehreren Medien eine Reunion der Band mit neuen Singles und Welttournee angekündigt. Das Management der Band gab allerdings bekannt, dass dies nicht beabsichtigt sei. Ana Torroja hat seitdem Spekulationen über eine mögliche Wiedervereinigung wiederholt eine Absage erteilt.

## Diskografie

### Alben
| Jahr | Titel                                                         | Höchstplatzierung, Gesamtwochen, AuszeichnungChartplatzierungen (Jahr, Titel, Platzierungen, Wochen, Auszeichnungen, Anmerkungen) | Höchstplatzierung, Gesamtwochen, AuszeichnungChartplatzierungen (Jahr, Titel, Platzierungen, Wochen, Auszeichnungen, Anmerkungen) | Höchstplatzierung, Gesamtwochen, AuszeichnungChartplatzierungen (Jahr, Titel, Platzierungen, Wochen, Auszeichnungen, Anmerkungen) | Höchstplatzierung, Gesamtwochen, AuszeichnungChartplatzierungen (Jahr, Titel, Platzierungen, Wochen, Auszeichnungen, Anmerkungen) | Höchstplatzierung, Gesamtwochen, AuszeichnungChartplatzierungen (Jahr, Titel, Platzierungen, Wochen, Auszeichnungen, Anmerkungen) | Anmerkungen                            |
| Jahr | Titel                                                         | DE | CH | Latin | ES | FR | Anmerkungen                            |
| ---- | ------------------------------------------------------------- | --- | --- | --- | --- | --- | -------------------------------------- |
| 1982 | Mecano                                                        | — | — | — | ES1 Gold · (47 Wo.)ES | — | Erstveröffentlichung: 5. April 1982    |
| 1983 | ¿Dónde está el país de las hadas?                             | — | — | — | ES1 (27 Wo.)ES | — | Erstveröffentlichung: 30. Mai 1983     |
| 1984 | Ya viene el Sol                                               | — | — | — | ES9 Gold · (24 Wo.)ES | — | Erstveröffentlichung: 16. Oktober 1984 |
| 1986 | Entre el cielo y el suelo                                     | — | — | — | ES2 ×3Dreifachplatin · (114 Wo.)ES                                                                                                | — | Erstveröffentlichung: 16. Juni 1986    |
| 1988 | Descanso dominical auch bekannt als: Une femme avec une femme | — | CH— Gold (Spanische Version) + Gold (Französische Version)CH                                                                      | — | ES1 ×11Elffachplatin · (114 Wo.)ES                                                                                                | FR7 Platin · (57 Wo.)FR | Erstveröffentlichung: 24. Mai 1988     |
| 1991 | Aidalai                                                       | DE93 (4 Wo.)DE | CH29 (4 Wo.)CH | — | ES1 ×10Zehnfachplatin · (100 Wo.)ES                                                                                               | FR21 ×2Doppelgold · (55 Wo.)FR | Erstveröffentlichung: 14. Juni 1991    |

grau schraffiert: keine Chartdaten aus diesem Jahr verfügbar

### Livealben
| Jahr | Titel               | Höchstplatzierung, Gesamtwochen, AuszeichnungChartplatzierungen (Jahr, Titel, Platzierungen, Wochen, Auszeichnungen, Anmerkungen) | Höchstplatzierung, Gesamtwochen, AuszeichnungChartplatzierungen (Jahr, Titel, Platzierungen, Wochen, Auszeichnungen, Anmerkungen) | Höchstplatzierung, Gesamtwochen, AuszeichnungChartplatzierungen (Jahr, Titel, Platzierungen, Wochen, Auszeichnungen, Anmerkungen) | Höchstplatzierung, Gesamtwochen, AuszeichnungChartplatzierungen (Jahr, Titel, Platzierungen, Wochen, Auszeichnungen, Anmerkungen) | Höchstplatzierung, Gesamtwochen, AuszeichnungChartplatzierungen (Jahr, Titel, Platzierungen, Wochen, Auszeichnungen, Anmerkungen) | Anmerkungen                                      |
| Jahr | Titel               | DE | CH | Latin | ES | FR | Anmerkungen                                      |
| ---- | ------------------- | --- | --- | --- | --- | --- | ------------------------------------------------ |
| 1985 | Mecano en concierto | — | — | — | ES61 (2 Wo.)ES | — | Platzierung erst bei Wiederveröffentlichung 2006 |

grau schraffiert: keine Chartdaten aus diesem Jahr verfügbar

### Kompilationen
| Jahr | Titel                | Höchstplatzierung, Gesamtwochen, AuszeichnungChartplatzierungen (Jahr, Titel, Platzierungen, Wochen, Auszeichnungen, Anmerkungen) | Höchstplatzierung, Gesamtwochen, AuszeichnungChartplatzierungen (Jahr, Titel, Platzierungen, Wochen, Auszeichnungen, Anmerkungen) | Höchstplatzierung, Gesamtwochen, AuszeichnungChartplatzierungen (Jahr, Titel, Platzierungen, Wochen, Auszeichnungen, Anmerkungen) | Höchstplatzierung, Gesamtwochen, AuszeichnungChartplatzierungen (Jahr, Titel, Platzierungen, Wochen, Auszeichnungen, Anmerkungen) | Höchstplatzierung, Gesamtwochen, AuszeichnungChartplatzierungen (Jahr, Titel, Platzierungen, Wochen, Auszeichnungen, Anmerkungen) | Anmerkungen                             |
| Jahr | Titel                | DE | CH | Latin | ES | FR | Anmerkungen                             |
| ---- | -------------------- | --- | --- | --- | --- | --- | --------------------------------------- |
| 1989 | 20 grandes canciones | — | — | — | ES3 ×2Doppelplatin · (18 Wo.)ES                                                                                                   | — |                                         |
| 1998 | Ana, José, Nacho     | — | — | Latin28 (11 Wo.)Latin | ES1 ×3Dreifachplatin · (35 Wo.)ES                                                                                                 | FR4 Gold · (12 Wo.)FR | Erstveröffentlichung: 24. März 1998     |
| 2005 | Obras completas      | — | — | — | ES5 Gold · (17 Wo.)ES | — | Erstveröffentlichung: Oktober 2005      |
| 2005 | Grandes éxitos       | — | — | — | ES2 ×3Dreifachplatin · (69 Wo.)ES                                                                                                 | — | Erstveröffentlichung: 31. Oktober 2005  |
| 2009 | Siglo XXI            | — | — | — | ES4 Gold · (40 Wo.)ES | — | Erstveröffentlichung: 17. November 2009 |
| 2013 | Esencial Mecano      | — | — | — | ES49 (20 Wo.)ES | — | Erstveröffentlichung: 18. Juni 2013     |

grau schraffiert: keine Chartdaten aus diesem Jahr verfügbar

### Singles
Spanischsprachige Singles

| Jahr | Titel Album                                           | Höchstplatzierung, Gesamtwochen, AuszeichnungChartplatzierungen (Jahr, Titel, Album, Platzierungen, Wochen, Auszeichnungen, Anmerkungen) | Höchstplatzierung, Gesamtwochen, AuszeichnungChartplatzierungen (Jahr, Titel, Album, Platzierungen, Wochen, Auszeichnungen, Anmerkungen) | Höchstplatzierung, Gesamtwochen, AuszeichnungChartplatzierungen (Jahr, Titel, Album, Platzierungen, Wochen, Auszeichnungen, Anmerkungen) | Anmerkungen                        |
| Jahr | Titel Album                                           | DE | Latin | ES | Anmerkungen                        |
| ---- | ----------------------------------------------------- | --- | --- | --- | ---------------------------------- |
| 1982 | Hoy no me puedo levantar Mecano                       | — | — | ES9 Gold · (5 Wo.)ES |                                    |
| 1982 | Perdido en mi habitación Mecano                       | — | — | ES2 (16 Wo.)ES |                                    |
| 1982 | Me colé en una fiesta Mecano                          | — | — | ES1 Platin · (23 Wo.)ES |                                    |
| 1982 | Maquillaje Mecano                                     | — | — | ES4 Platin · (17 Wo.)ES |                                    |
| 1983 | Barco a Venus ¿Dónde está el país de las hadas?       | — | — | ES1 Gold · (19 Wo.)ES |                                    |
| 1983 | La fiesta nacional ¿Dónde está el país de las hadas?  | — | — | ES13 (7 Wo.)ES |                                    |
| 1984 | Japón Ya viene el Sol                                 | — | — | ES2 (15 Wo.)ES |                                    |
| 1984 | Busco algo barato Ya viene el Sol                     | — | — | ES12 (16 Wo.)ES |                                    |
| 1985 | Hawaii-Bombay Ya viene el Sol                         | — | — | ES11 (16 Wo.)ES |                                    |
| 1986 | Ay qué pesado Entre el cielo y el suelo               | — | Latin17 (9 Wo.)Latin | ES22 (8 Wo.)ES |                                    |
| 1986 | Cruz de navajas Entre el cielo y el suelo             | — | Latin49 (1 Wo.)Latin | ES7 Platin · (13 Wo.)ES |                                    |
| 1986 | Me cuesta tanto olvidarte Entre el cielo y el suelo   | — | — | ES29 (4 Wo.)ES |                                    |
| 1987 | No es serio este cementerio Entre el cielo y el suelo | — | — | ES31 (3 Wo.)ES |                                    |
| 1987 | Hijo de la luna Entre el cielo y el suelo             | DE45 (17 Wo.)DE | — | ES29 Platin · (10 Wo.)ES | Veröffentlichung: DE 1989, NL 1990 |
| 1988 | No hay marcha en Nueva York Descanso dominical        | — | — | ES17 (10 Wo.)ES |                                    |
| 1989 | Los amantes Descanso dominical                        | — | Latin32 (4 Wo.)Latin | — |                                    |
| 1991 | Dalai Lama Aidalai                                    | — | — | ES19 (1 Wo.)ES |                                    |
| 1991 | Tú Aidalai                                            | — | — | — |                                    |
| 1992 | El fallo positivo Aidalai                             | — | — | ES7 (8 Wo.)ES |                                    |
| 1992 | Una rosa es una rosa Aidalai                          | DE94 (1 Wo.)DE | — | ES— GoldES |                                    |
| 1998 | El club de los humildes Ana, José, Nacho              | — | — | ES1 (12 Wo.)ES |                                    |
| 2009 | Un año más Siglo XXI                                  | — | — | ES19 Gold · (3 Wo.)ES |                                    |

grau schraffiert: keine Chartdaten aus diesem Jahr verfügbar
Französischsprachige Singles

| Jahr | Titel Album                                                      | Höchstplatzierung, Gesamtwochen, AuszeichnungChartsChartplatzierungen (Jahr, Titel, Album, Platzierungen, Wochen, Auszeichnungen, Anmerkungen) | Anmerkungen |
| Jahr | Titel Album                                                      | FR | Anmerkungen |
| ---- | ---------------------------------------------------------------- | --- | ----------- |
| 1990 | Une femme avec une femme                                         | FR1 Gold · (23 Wo.)FR |             |
| 1991 | Hijo de la luna (Dis-moi Lune d’Argent) Une femme avec une femme | FR6 Silber · (26 Wo.)FR |             |
| 1991 | Nature morte (naturaleza muerta) Une femme avec une femme        | FR39 (9 Wo.)FR |             |

Weitere Singles
- 1986: Mujer contra mujer (ES: Gold)
- 1988: La fuerza del destino (ES: Gold)
- 1998: El 7 de Septiembre (ES: Gold)

### Videoalben
- 2003: En Directo (ES: Gold)
- 2006: Mecanografía (ES: Platin)

## Auszeichnungen für Musikverkäufe
| Platin-Schallplatte - Mexiko - 2006: für das Album Grandes Éxitos |

Anmerkung: Auszeichnungen in Ländern aus den Charttabellen bzw. Chartboxen sind in ebendiesen zu finden.
| Land/RegionAuszeichnungen für Musikverkäufe (Land/Region, Auszeichnungen, Verkäufe, Quellen) | Silber  | Gold       | Platin       | Verkäufe  | Quellen                     |
| -------------------------------------------------------------------------------------------- | ------- | ---------- | ------------ | --------- | --------------------------- |
| Frankreich (SNEP)                                                                            | Silber1 | 4× Gold4   | Platin1      | 975.000   | infodisc.fr                 |
| Mexiko (AMPROFON)                                                                            | —       | —          | Platin1      | 100.000   | amprofon.com.mx             |
| Schweiz (IFPI)                                                                               | —       | 2× Gold2   | —            | 50.000    | hitparade.ch                |
| Spanien (Promusicae)                                                                         | —       | 12× Gold12 | 37× Platin37 | 3.815.000 | elportaldemusica.es ES2 ES3 |
| Insgesamt                                                                                    | Silber1 | 18× Gold18 | 39× Platin39 |           |                             |